# Dans la nuit de Daech
Dans la nuit de Daech est un récit écrit par Sophie Kasiki (pseudonyme), écrit en collaboration avec Pauline Guéna, publié en 2016.

## Thématique
Dans l'ouvrage, l'auteure raconte l’expérience de sa conversion à l'Islam et, après son recrutement par de jeunes hommes étant partis en Syrie rejoindre les rangs de Daech, l’abandon de son mari et sa fuite à Racca, en Syrie, en septembre 2014, accompagnée de son fils de quatre ans, sous le prétexte de travailler dans un hôpital. Après avoir passé deux mois dans cette ville, elle fut finalement enfermée dans un bâtiment pour femmes étrangères où les mères et les enfants se distrayaient en regardant des vidéos de décapitation. Elle s'échappa et se réfugia dans une famille, qui risqua sa vie pour l'aider à franchir la frontière turque et regagner la France.
Après son retour elle fut interrogée par les autorités françaises et emprisonnée pendant deux mois, au cours desquels elle fut isolée de sa famille. « Sophie Kasiki » est un pseudonyme utilisé par cette femme (camerounaise de naissance) pour éviter les représailles de Daech ; bien que photographiée dans l'ombre et partiellement de profil, elle a préféré ne pas montrer aux médias son visage. Actuellement elle doit répondre à des accusations possibles[pas clair] d'enlèvement d’enfant,.